# 刀美兰
刀美蘭（1944年—），女，傣族，傣名楠蝶提娜，云南景洪人，中國舞蹈藝術家。

## 生平
刀美蘭出生於雲南省西雙版納傣族自治州景洪市宣慰街。1950年代開始她的舞蹈生涯，1957年在第一屆全國少數民族音樂舞蹈匯演中扮演「孔雀公主」而獲獎。1980年在第一屆全國舞蹈比賽中表演的傣族獨舞《水》、《金孔雀》獲優秀表演獎。
1981年加入中國共產黨。1998年當選第九屆全國政協委員。2000年當選為中國舞蹈家協會副主席、中國文學藝術界聯合會委員。2003年當選為第十屆全國人大常委會委員、全國人大民族委員會委員。2006年11月當選為中國文聯第八屆全國委員會委員。